# Сент Џорџиз
Сент Џорџиз (енгл. St. George's) је главни град Гренаде. Према попису из 1999. године град има 7.500 становника, а шире подручје града 33.000. Град су 1650. године основали Французи.
Сент Џорџиз је популарна карипска туристичка дестинација. Град се последњих година развијао, чувајући своју историју, културу и природно окружење. Парохија у којој се налази Сент Џорџиз је дом Медицинског факултета Универзитета Сент Џорџ и међународног аеродрома Морис Бишоп. Главни извозни производи су какао зрно (какао), мушкатни орашчић и други зачини.

## Географија

### Клима
Сент Џорџиз има влажну климу тропских прашума, са влажном сезоном (од јуна до новембра) и приметно сувљом сезоном (од децембра до маја). Међутим, пошто град нема прави месец сушне сезоне, месец у коме има мање од 60 mm падавина, он спада у ову климатску категорију. У Сент Џорџизу су честе грмљавине и повремени урагани са источних крајева, док је зима мало хладнија и нешто сувља. Осећај топлоте се погоршава од јаких екваторијалних УВ зрака и високе влажности током целе године.
| Клима Сент Џорџиза, Гренада                                               | Клима Сент Џорџиза, Гренада | Клима Сент Џорџиза, Гренада | Клима Сент Џорџиза, Гренада | Клима Сент Џорџиза, Гренада | Клима Сент Џорџиза, Гренада | Клима Сент Џорџиза, Гренада | Клима Сент Џорџиза, Гренада | Клима Сент Џорџиза, Гренада | Клима Сент Џорџиза, Гренада | Клима Сент Џорџиза, Гренада | Клима Сент Џорџиза, Гренада | Клима Сент Џорџиза, Гренада | Клима Сент Џорџиза, Гренада |
| Показатељ \ Месец                                                         | .Јан.                       | .Феб.                       | .Мар.                       | .Апр.                       | .Мај.                       | .Јун.                       | .Јул.                       | .Авг.                       | .Сеп.                       | .Окт.                       | .Нов.                       | .Дец.                       | .Год.                       |
| ------------------------------------------------------------------------- | --------------------------- | --------------------------- | --------------------------- | --------------------------- | --------------------------- | --------------------------- | --------------------------- | --------------------------- | --------------------------- | --------------------------- | --------------------------- | --------------------------- | --------------------------- |
| Максимум, °C (°F)                                                         | 30,0 (86)                   | 30,0 (86)                   | 31,0 (87,8)                 | 31,0 (87,8)                 | 31,0 (87,8)                 | 31,0 (87,8)                 | 31,0 (87,8)                 | 31,0 (87,8)                 | 31,0 (87,8)                 | 31,0 (87,8)                 | 31,0 (87,8)                 | 30,0 (86)                   | 30,8 (87,4)                 |
| Просек, °C (°F)                                                           | 26,0 (78,8)                 | 26,0 (78,8)                 | 26,5 (79,7)                 | 27,0 (80,6)                 | 27,5 (81,5)                 | 27,5 (81,5)                 | 27,5 (81,5)                 | 27,5 (81,5)                 | 27,5 (81,5)                 | 27,5 (81,5)                 | 27,0 (80,6)                 | 26,5 (79,7)                 | 27,1 (80,8)                 |
| Минимум, °C (°F)                                                          | 22,0 (71,6)                 | 22,0 (71,6)                 | 22,0 (71,6)                 | 23,0 (73,4)                 | 24,0 (75,2)                 | 24,0 (75,2)                 | 24,0 (75,2)                 | 24,0 (75,2)                 | 24,0 (75,2)                 | 24,0 (75,2)                 | 23,0 (73,4)                 | 23,0 (73,4)                 | 23,3 (73,9)                 |
| Количина падавина, mm (in)                                                | 115,0 (4,528)               | 80,0 (3,15)                 | 65,0 (2,559)                | 70,0 (2,756)                | 115,0 (4,528)               | 220,0 (8,661)               | 230,0 (9,055)               | 220,0 (8,661)               | 200,0 (7,874)               | 245,0 (9,646)               | 245,0 (9,646)               | 175,0 (6,89)                | 1,980 (77,954)              |
| Дани са кишом (≥ 1.0 mm)                                                  | 14                          | 9                           | 10                          | 7                           | 13                          | 17                          | 20                          | 18                          | 17                          | 20                          | 20                          | 18                          | 183                         |
| Релативна влажност, %                                                     | 84                          | 81                          | 80                          | 80                          | 81                          | 83                          | 84                          | 85                          | 85                          | 86                          | 87                          | 85                          | 83,4                        |
| Сунчани сати — дневни просек                                              | 8                           | 8                           | 8                           | 8                           | 8                           | 7                           | 7                           | 8                           | 7                           | 7                           | 7                           | 7                           | 7,5                         |
| Извор #1: Intellicast.com                                                 |                             |                             |                             |                             |                             |                             |                             |                             |                             |                             |                             |                             |                             |
| Извор #2: Climatestotravel.com (precipitation, rainy days, humidity, sun) |                             |                             |                             |                             |                             |                             |                             |                             |                             |                             |                             |                             |                             |

## Зачини

### Мушкатни орашчић
Мушкатни орашчићи потичу од плода ароматичног дрвета Myristica fragrans. Дрво је унето 3. марта 1967. на Острво зачина. Мушкатни орашчић је зимзелен са тамнозеленим листовима и малим жутим цветовима и нарасте до 12 метара у висину. Почиње да даје плодове после седам-осам година и наставља до 40 година. Плод изгледа као кајсија и када је зрео, отвара се и открива семе величине ораха. Покривачи семена су чипкасте, црвено-наранџасте траке, које се претварају у прах; само семе се меље у прах мушкатног орашчића. У великој мери се користи за кување како би побољшао укус колача, супа, десерта, пића и сосова.

### Цимет
Овај зачин долази од унутрашње коре дрвета цимета (Cinnamonum verum). Цела или млевена, она је популаран зачин за домаћинства широм света. Користи се за ароматизирање пића и колача.

### Каранфилић
Овај сушени цветни пупољак, цео или млевен (Syzygium aromaticum) се користи код куће за зачињавање шунке, кобасица, меса, пита од млевеног меса, рибе, конзерви од корњача и киселих краставаца.

### Шећерна трска
Од јуна до децембра, резнице са врхова трске полажу се у рупе дубоке око пет инча и пет квадратних стопа, а затим се прекривају земљом. Како трска расте, користи се ђубриво. Између садње и жетве узгајају се банане, кукуруз, грашак, кромпир и други усеви. Од јануара до маја, зрела трска се сече и доставља у млин на млевење. Кување и бистрење сока од трске је следећа операција. Сок се након млевења процеди и затим прокувава ради бистрења. (Дрвени угаљ је главни извор горива). Да би се убрзао рад, додаје се креч. Течни шећер се ставља у хладњаке током око 14 сати. Меласа се затим оцеди и однеси дестиларију да се направи рум.

## Историја
Сент Џорџиз су основали Французи 1650. године када је „Ла Гренаду“ (Гренада) колонизовао Жак Диел ду Парк, гувернер Мартиника. Французи су започели своју колонизацију низом окршаја који су практично истребили староседеоце Кариба на острву.
Године 1666, француски колонисти су изградили дрвено утврђење на рту који гледа на природну луку Гренаде и назвали га Форт Ројал. Године 1705, започели су радови на новој тврђави у облику звезде на истом месту, са четири камена бастиона, према пројекту Жан де Жју де Кајлуса, главног инжењера „Америчких острва“ Француске Западне Индије. Завршено је 1710. године.
У међувремену, откривено је да је првобитно колонијално насеље на источној ивици луке звано Сент Луис по француском краљу Лују IX, касније познато као Порт Луис, подложно поплавама и маларији, те је изграђен нови град назван Ville de Fort Royal („Форт Ројал Таун“). Када је острво уступљено Великој Британији Париским уговором 1763. године, нова администрација га је преименовала у Сент Џорџов град, према свецу заштитнику Енглеске, а Форт Ројал је преименован у Форт Џорџиз, по краљу Џорџу III. Дана 1. новембра 1775. године избио је пожар у граду Сент Џорџ познат као велики пожар Сент Џорџа. Након великог пожара, већина пансиона у улици Гранби пресељена је у Гоујаве.
Након повлачења Бриџтауна, Барбадос, средином 1880-их, Сент Џорџис је постао замена престонице некадашње колоније Британских ветровитих острва.
Тикал је била прва уметничка продавница у Гренади и отворена је у децембру 1959. Гренада је стекла независност од Британије 1974. Након левичарског пуча 1983. године, на острво су извршиле инвазију америчке трупе и враћена је про-САД влада. Годин 2004, Сент Џорџиз и остатак Гренаде је тешко погођен ураганом Ајван. Ураган је оставио значајна разарања широм острва и осакатио велики део инфраструктуре острва. Процењује се да је око 90 одсто кућа на острву претрпело штету, а стабла мушкатног орашчића, која су кључна за економију Гренаде, су девастирана. Годину дана касније, уз помоћ међународних донатора (Канада, Сједињене Државе, Кина, Венецуела, Тринидад и Тобаго и Европска унија), Гренада је доживела значајан преокрет у напорима за обнову. До 2007. године, Гренада је учествовала, као што је планирано, као домаћин Светског првенства у крикету 2007. Сада је Сент Џорџис једна од 10 најбољих дестинација за јахте.

## Становништво
| Година       |
| Становништво |
| ------------ |

## Партнерски градови
- Лондонска општина Хекни